# Crisoprásio

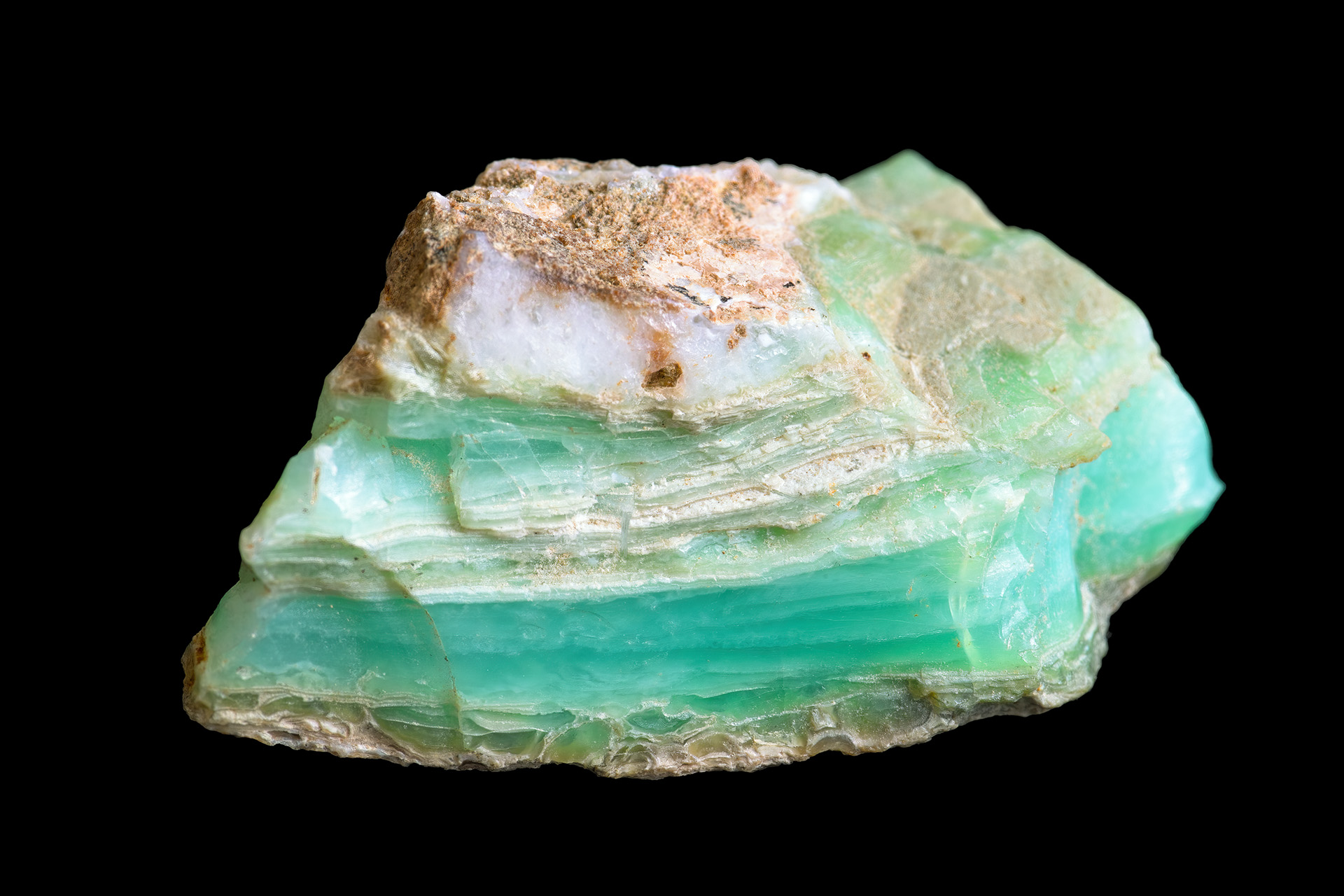
Crisoprásio (Polônia)

Crisoprásio ou crisópraso  é a variedade mais valiosa do quartzo cripto/microcristalino (calcedônia), quase inteiramente composto quimicamente de dióxido de silício (SiO2).
O Crisoprásio é considerado uma das pedras preciosas mais valiosas, mas hoje, raramente é encontrado. os antigos gregos honravam essa pedra, cujo valor era considerado equivalente ao do ouro. Os gregos acreditavam que essa pedra protegia contra depressão e mau humor. No Egito, o Crisoprásio era utilizado como pedra de proteção, de cura e contra magia negra.
Ela foi descoberta na mesopotâmia, usada como dinheiro.